# 瀬
瀬（せ）とは 

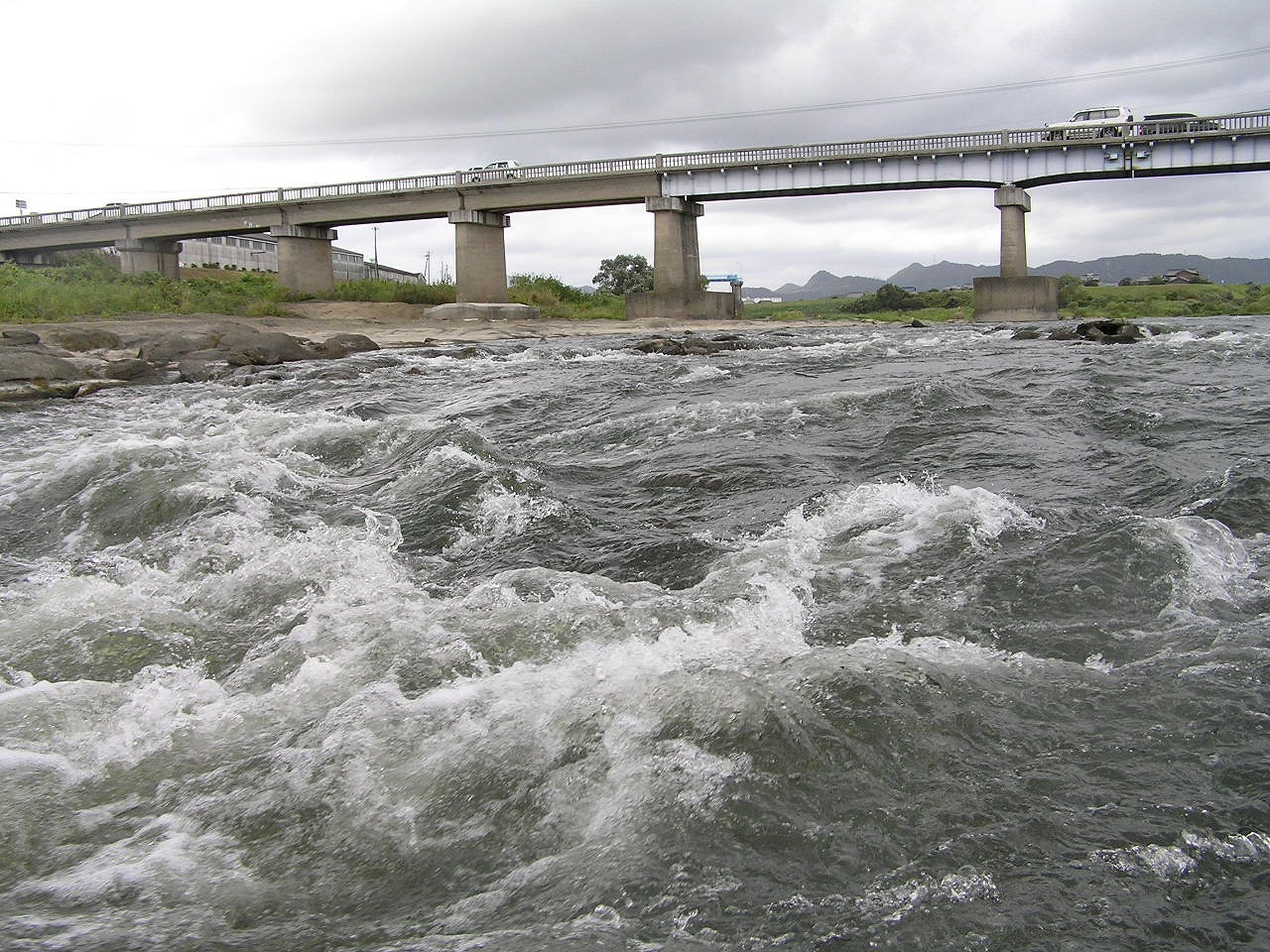
瀬（加古川大門橋下の瀬）

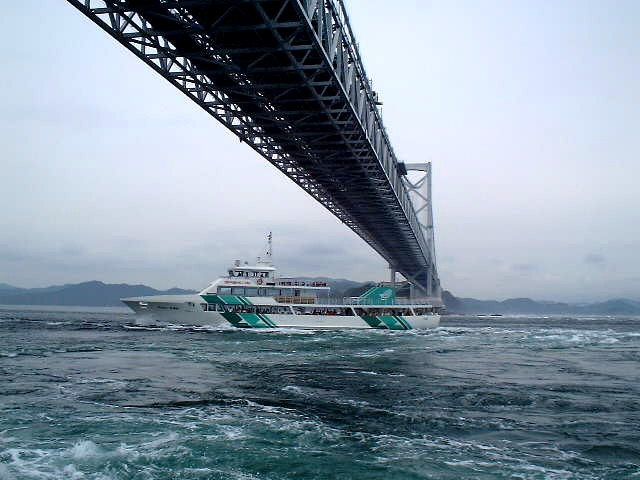
鳴門海峡

1、河川の中で、流れが速く水深が浅い場所のことを指す。淵の対義語でもある。
2、海流の流れ。潮流。海峡のような場所。

## 概説
通常河川は淵と瀬が交互に並んでいる場合が多い。更に詳しく分ければ、上流から淵、とろ、平瀬（ザラ瀬）、早瀬（荒瀬）の順に並びそれを繰り返す。平瀬とは、川底にある石が半分程度あるいはほとんど砂に埋もれ、水面が多少波立つこともあるが水底まで見通すことができる所をいう。一方で早瀬とは、底の石が砂利に埋もれず重なり合い、表面が白く泡立っている場所をいう。後者の方が流れは激しいためこの名がある。
一般的に上流よりも下流は淵、瀬ともに長くなりその形も異なる。上流では滝のように落ち込むこともあり、一つの蛇行区間に複数の淵と瀬がある。一方、中流や下流では1組の瀬と淵しかない場合が多い。この場合、流れが曲がる場所に淵が、直線部分に瀬が位置する。下流では泡立たないこともある。

## 瀬の重要性
淵と瀬がある環境は、川魚にとって欠かせない。瀬には、魚の食糧となる水生昆虫や川底に付着する藻類が、淵に比べかなり多く存在する。よって、食糧の供給源を担っている。また、多くの魚に産卵場所を提供している。一方で、淵は身を隠したり、夜間に寝る場所として重要な役目がある。
河川改修により淵がなくなったり浅くなったりすると、瀬も消失するか流れが遅くなることが知られている。